# Premio Nacional de Pintura de Venezuela
El Premio Nacional de Pintura de Venezuela fue un galardón anual entregado a diversos artistas plásticos de ese país. Fue uno de los primeros Premios Nacionales de Cultura que se entregaron a partir de 1940, fecha en que se realizó el I Salón Oficial Anual de Arte Venezolano, junto con el Premio Nacional de Escultura y el Premio Nacional de Artes Aplicadas.
El Premio Nacional de Pintura se entregó anualmente hasta 1969.

## Lista de galardonados
| Año  | Artista                   |
| ---- | ------------------------- |
| 1940 | Marcos Castillo           |
| 1941 | Rafael Monasterios        |
| 1942 | Pedro Ángel González      |
| 1943 | Luis Alfredo López Méndez |
| 1944 | Pedro León Castro         |
| 1945 | Juan Vicente Fabbiani     |
| 1946 | Rafael Ramón González     |
| 1947 | Héctor Poleo              |
| 1948 | Francisco Narváez         |
| 1949 | Ramón Martín Durbán       |
| 1950 | César Prieto              |
| 1951 | Manuel Cabré              |
| 1952 | Elisa Elvira Zuloaga      |
| 1953 | Armando Reverón           |
| 1954 | César Rengifo             |
| 1955 | Jorge Gori                |
| 1956 | Armando Lira              |
| 1957 | Armando Barrios           |
| 1958 | Alejandro Otero           |
| 1959 | Luis Guevara Moreno       |
| 1960 | Jesús Soto                |
| 1961 | Ángel Hurtado             |
| 1962 | Humberto Jaimes Sánchez   |
| 1963 | Jacobo Borges             |
| 1964 | Virgilio Trómpiz          |
| 1965 | Francisco Hung            |
| 1966 | Feliciano Carvallo        |
| 1967 | Régulo Pérez              |
| 1968 | Marcel Floris             |
| 1969 | Alirio Rodríguez          |

- Datos: Q6084778